# درينصو (أديامان)
درينصو (بالكردية: Şêxan‏) (بالتركية: Derinsu)‏ هي قرية كرديّة تتبع إداريّاً لمديرية أديامان في محافظة أديامان التركية الواقعة في جنوب شرق الأناضول. وبلغ عدد سكانها 210 نسمة في عام 2021.